# Uteriporidae
Famille
Les Uteriporidae sont une famille de vers plats marins de l'ordre des Tricladida (infra-ordre des Maricola).

## Systématique
Le nom valide complet (avec auteur) de ce taxon est Uteriporidae Böhmig, 1906.

### Sous-taxons
Selon la base de données World Register of Marine Species (3 février 2024), la famille des Uteriporidae regroupe les sous-familles et genres suivants :
- sous-famille des Ectoplaninae Bresslau, 1933
  - Ectoplana Kaburaki, 1917
  - Miroplana Kato, 1931
  - Nesion Hyman, 1956
  - Obrimoposthia Sluys & Ball, 1989
  - Ostenocula Sluys, 1989
  - Paucumara Sluys, 1989
  - Procerodella Sluys, 1989
  - Tryssosoma Ball, 1977
- sous-famille des Uteriporinae Wilhelmi, 1906
  - Allogenus Sluys, 1989
  - Camerata Vila-Farre, Sluys, D'Aniello, Cebria, Ferrer & Romero, 2009
  - Dinizia Marcus, 1947
  - Foviella Bock, 1925
  - Leucolesma Marcus, 1948
  - Micaplana Kato, 1937
  - Nexilis Holleman & Hand, 1962
  - Uteriporus Bergendal, 1890
  - Vatapa Marcus, 1948

### Genre synonyme
Le genre Fovia  Girard, 1854 est synonyme de Foviella Bock, 1925.

### Publication originale
Ludwig Böhmig, « Tricladenstudien. I. Tricladida maricola », Z. wiss. Zool., vol. 81, n° 2/3, 1906, p. 344-504